# Carlo d'Austria (1560-1618)
Carlo d'Austria (Bürglitz, 22 novembre 1560 – Überlingen, 30 ottobre 1618) è stato un nobile e militare austriaco.

## Biografia
Era figlio di Ferdinando II d'Austria e della sua prima moglie Philippine Welser.
I suoi genitori contrassero matrimonio morganatico rimasto segreto per vari anni. Carlo e i suoi fratelli quindi non poterono ereditare titoli nobiliari ma poterono fregiarsi dell'appellativo "d'Austria".
Mentre suo fratello maggiore Andrea divenne cardinale, Carlo iniziò la carriera militare.
Combatté nell'esercito spagnolo nei Paesi Bassi e successivamente contro i Turchi. Qui si guadagnò il titolo di Feldmaresciallo riuscendo a ottenere qualche successo a spese dei suoi soldati, che morirono di fame e rimasero senza ricevere pagamento. 
Nel 1595, dopo la morte del padre, riuscì ad ereditare ingenti ricchezze sebbene non potesse ottenere il titolo che fu di Ferdinando II. Riuscì però ad ottenere il titolo di margravio di Burgau e di conte di Nellenburg e Hohenberg.
I contemporanei vedevano con meraviglia la corte che circondava Carlo nel castello di Günzburg, sua residenza. 
Meno popolare era presso suoi sudditi: aveva infatti fatto divieto di bere la birra di frumento e aveva occupato la diocesi di Augusta, la contea di Fugger e le città libere di Ulm e Augusta aumentando le tasse e creando dispute sul suo diritto di governo. 
Nel 1615, per suo volere, venne fondato il Convento dei Cappuccini a Günzburg. La sua profonda religiosità portò alla espulsione degli ebrei nel 1617.

## Discendenza
Il 4 marzo 1601 sposò Sibilla di Jülich-Kleve-Berg, figlia di Guglielmo di Jülich-Kleve-Berg e Maria d'Austria, dalla quale non ebbe figli.
Ebbe tuttavia alcuni figli illegittimi:
- da Chiara Elisa Isabella di Ferrero ebbe:
  - Anna Elisabeth.
- da una donna sconosciuta ebbe:
  - Karl;
  - Ferdinand.

## Ascendenza
|                                                    |                    |                                                    | Genitori                                               |  |  | Nonni |  |  | Bisnonni                       |  |  | Trisnonni                                            |  |
|                                                    |                    |                                                    |                                                        |  |  |       |  |  | 8. Philipp I, duca di Borgogna |  |  | 16. Maximilian I, imperatore del Sacro Romano Impero |  |
|                                                    |                    |                                                    |                                                        |  |  |       |  |  | 8. Philipp I, duca di Borgogna |  |  | 16. Maximilian I, imperatore del Sacro Romano Impero |  |
|                                                    |                    | 17. Marie de Bourgogne                             |                                                        |  |  |       |  |  | 8. Philipp I, duca di Borgogna |  |  |                                                      |  |
| 4. Ferdinand I, imperatore del Sacro Romano Impero |                    |                                                    |                                                        |  |  |       |  |  | 8. Philipp I, duca di Borgogna |  |  |                                                      |  |
|                                                    |                    | 9. Juana I, regina di Castiglia, León ed Aragona   | 18. Fernando II, re d'Aragona                          |  |  |       |  |  |                                |  |  |                                                      |  |
|                                                    |                    | 9. Juana I, regina di Castiglia, León ed Aragona   | 18. Fernando II, re d'Aragona                          |  |  |       |  |  |                                |  |  |                                                      |  |
|                                                    |                    | 9. Juana I, regina di Castiglia, León ed Aragona   | 19. Isabel I, regina di Castiglia e León               |  |  |       |  |  |                                |  |  |                                                      |  |
| 2. Ferdinand II, arciduca d'Austria anteriore      |                    | 9. Juana I, regina di Castiglia, León ed Aragona   |                                                        |  |  |       |  |  |                                |  |  |                                                      |  |
|                                                    |                    | 10. Władysław II, re di Boemia, Ungheria e Croazia | 20. Kazimierz IV, re di Polonia e granduca di Lituania |  |  |       |  |  |                                |  |  |                                                      |  |
|                                                    |                    | 10. Władysław II, re di Boemia, Ungheria e Croazia | 20. Kazimierz IV, re di Polonia e granduca di Lituania |  |  |       |  |  |                                |  |  |                                                      |  |
|                                                    |                    | 10. Władysław II, re di Boemia, Ungheria e Croazia | 21. Elisabeth von Habsburg                             |  |  |       |  |  |                                |  |  |                                                      |  |
| 5. Anna Jagiellonka                                |                    | 10. Władysław II, re di Boemia, Ungheria e Croazia |                                                        |  |  |       |  |  |                                |  |  |                                                      |  |
|                                                    |                    | 11. Anne de Foix-Candale                           | 22. Gaston II de Foix, conte di Candale                |  |  |       |  |  |                                |  |  |                                                      |  |
|                                                    |                    | 11. Anne de Foix-Candale                           | 22. Gaston II de Foix, conte di Candale                |  |  |       |  |  |                                |  |  |                                                      |  |
|                                                    |                    | 11. Anne de Foix-Candale                           | 23. Catherine de Foix                                  |  |  |       |  |  |                                |  |  |                                                      |  |
| 1. Karl, margravio di Burgau                       |                    | 11. Anne de Foix-Candale                           |                                                        |  |  |       |  |  |                                |  |  |                                                      |  |
|                                                    | 12. Anton I Welser | …                                                  |                                                        |  |  |       |  |  |                                |  |  |                                                      |  |
|                                                    | 12. Anton I Welser | …                                                  |                                                        |  |  |       |  |  |                                |  |  |                                                      |  |
|                                                    | 12. Anton I Welser | …                                                  |                                                        |  |  |       |  |  |                                |  |  |                                                      |  |
| 6. Anton Franz Welser                              | 12. Anton I Welser |                                                    |                                                        |  |  |       |  |  |                                |  |  |                                                      |  |
|                                                    |                    | 13. Catharina Vöhlin                               | …                                                      |  |  |       |  |  |                                |  |  |                                                      |  |
|                                                    |                    | 13. Catharina Vöhlin                               | …                                                      |  |  |       |  |  |                                |  |  |                                                      |  |
|                                                    |                    | 13. Catharina Vöhlin                               | …                                                      |  |  |       |  |  |                                |  |  |                                                      |  |
| 3. Philippine Welser                               |                    | 13. Catharina Vöhlin                               |                                                        |  |  |       |  |  |                                |  |  |                                                      |  |
|                                                    |                    | …                                                  | …                                                      |  |  |       |  |  |                                |  |  |                                                      |  |
|                                                    |                    | …                                                  | …                                                      |  |  |       |  |  |                                |  |  |                                                      |  |
|                                                    |                    | …                                                  | …                                                      |  |  |       |  |  |                                |  |  |                                                      |  |
| 7. Anna Adler, baronessa di Zinnenburg             |                    | …                                                  |                                                        |  |  |       |  |  |                                |  |  |                                                      |  |
|                                                    |                    | …                                                  | …                                                      |  |  |       |  |  |                                |  |  |                                                      |  |
|                                                    |                    | …                                                  | …                                                      |  |  |       |  |  |                                |  |  |                                                      |  |
|                                                    |                    | …                                                  | …                                                      |  |  |       |  |  |                                |  |  |                                                      |  |
|                                                    |                    | …                                                  |                                                        |  |  |       |  |  |                                |  |  |                                                      |  |